# 三巴旺
三巴旺，或称三巴旺新镇（英語：Sembawang New Town），是位于新加坡北部的一个住宅区，由新加坡西北部社区发展理事会（North West Community Development Council）所管理。
三巴旺的毗邻地带为西部的兀兰区域中心，东部义顺新镇与南部的万礼区域。三巴旺是一个综合住宅、工业与军事的新镇。

## 名字由来
三巴旺最早的历史记载是在1830年的杰克逊蓝图中的“Tambuwang”河。三巴旺的名称是来自三巴旺树，现在这棵树能在三巴旺公园内找到。

## 军事
三巴旺在1940至1970年间是英军的军事重地，新加坡海軍基地就坐落于三巴旺。
1990年新加坡与美国海军达成协议，第七舰队的西太平洋后勤群指挥部／第73特遣队（Commander, Logistics Group, Western Pacific, Singapore Area Coordinator / CTF-73）就以三巴旺港为总部。 新加坡武装部队的三巴旺军营以及新加坡国空军的三巴旺空军基地也坐落于三巴旺。

## 市镇介绍
1996年开始，新加坡建屋发展局开发了三巴旺的住宅区。现在三巴旺有5个邻里：
| 邻里 （名称）         | 位置       | 商业区/邻里中心   | 交通连接                       |
| --------------------- | ---------- | ----------------- | ------------------------------ |
| 一（坎贝拉东）        | 镇的东南侧 | 坎贝拉广场        | 坎贝拉地铁站                   |
| 二（三巴旺泉）        | 镇的西南侧 | 三巴旺购物中心    | 三巴旺地铁站，三巴旺巴士转换站 |
| 三 (坎贝拉 / 甘巴士） | 镇中心     | Sun Plaza购物中心 | 三巴旺地铁站，三巴旺巴士转换站 |
| 四（坎贝拉）          | 镇的西北侧 | 三巴旺MART        | 三巴旺地铁站，三巴旺巴士转换站 |
| 五（蒙特利尔）        | 镇的东北侧 | 无                | 三巴旺地铁站，三巴旺巴士转换站 |

### 重要地标
- Wak Hassan海边－新加坡最后一个自然存在的沙滩，并没受填海影响。[9][10]
- 三巴旺公共图书馆
- 三巴旺公园
- 三巴旺溫泉
- 三巴旺联合宫：蓬莱殿、天后宫、财神庙
- 圣诺哥工业区
- 武吉坎贝拉（Bukit Canberra）- 结合了医疗，体育，乐龄活动中心，公园等设施的综合项目。2018年7月1日动土。预计2020至2021年分阶段竣工。[11][12][13][14]

### 书籍
- Yim Chee Peng (2001), Sembawang Town : Aesthetically Yours, Roseapple Books